# Tour de Californie 2018
La 13e édition du Tour de Californie a lieu du 13 au 19 mai 2018. Elle fait partie du calendrier UCI World Tour 2018 en catégorie 2.UWT.

## Présentation
Le Tour de Californie connaît en 2018 sa treizième édition, la deuxième au sein du calendrier UCI World Tour. Il est organisé par l'entreprise de divertissement Anschutz Entertainment Group (AEG). Son nom officiel, « Amgen Tour of California », fait référence à son principal sponsor, la société de biotechnologie Amgen.

### Équipes
Le Tour de Californie fait partie des dix épreuves ajoutées au calendrier du World Tour en 2017, et que les équipes World Tour ne sont pas obligées de disputer. Cinq d'entre elles sont ainsi absentes. Dix-sept équipes participent à la course : treize « World Teams » et quatre équipes continentales professionnelles invitées.
| WorldTeams (13)- AG2R La Mondiale - BMC Racing Team - Bora-Hansgrohe - Dimension Data - EF Education First-Drapac p/b Cannondale - Katusha-Alpecin - Lotto NL-Jumbo - Mitchelton-Scott - Quick-Step Floors - Sky - Team Sunweb - Trek-Segafredo - UAE Team Emirates Équipes continentales professionnelles (4)- Hagens Berman Axeon - Holowesko-Citadel - Rally Cycling - UnitedHealthcare |
| |

### Favoris et principaux participants
Le tenant du titre George Bennett (LottoNL-Jumbo) est absent de la course car il dispute au même moment le Tour d'Italie. En son absence, son « dauphin » Rafał Majka, leader de l'équipe Bora-Hansgrohe, est l'un des favoris. Tejay van Garderen (BMC) est le seul ancien vainqueur présent, et c'est sa première participation depuis sa victoire en 2013. Autre vainqueur potentiel, Egan Bernal dispute sa première saison au niveau World Tour au sein de l'équipe Sky. Adam Yates (Mitchelton-Scott), bien qu'il revienne de blessures, est cité comme un concurrent à surveiller. Parmi les autres coureurs visant le classement général sont cités Lachlan Morton (Dimension Data), Ian Boswell (Katusha-Alpecin), Peter Stetina (Trek-Segafredo), Lawson Craddock et Daniel Martínez (EF Education First-Drapac).
Ce Tour de Californie attire une bonne part des sprinters de premier plan : le triple champion du monde en titre Peter Sagan (Bora-Hansgrohe), Mark Cavendish (Dimension Data), Fernando Gaviria (Quick-Step Floors), Caleb Ewan (Mitchelton-Scott), Marcel Kittel (Katusha-Alpecin), Alexander Kristoff (UAE Emirates) sont présents.

## Étapes
| Étape     | Date   | Villes étapes                      | type                        | Distance (km) | Vainqueur d'étape  | Leader du classement général |
| --------- | ------ | ---------------------------------- | --------------------------- | ------------- | ------------------ | ---------------------------- |
| 1re étape | 13 mai | Long Beach – Long Beach            | étape de plaine             | 134,5         | Fernando Gaviria   | Fernando Gaviria             |
| 2e étape  | 14 mai | Ventura – comté de Santa Barbara   | étape de montagne           | 155           | Egan Bernal        | Egan Bernal                  |
| 3e étape  | 15 mai | King City – circuit de Laguna Seca | étape de moyenne montagne   | 197           | Toms Skujiņš       | Egan Bernal                  |
| 4e étape  | 16 mai | San José – Morgan Hill             | contre-la-montre individuel | 34,7          | Tejay van Garderen | Tejay van Garderen           |
| 5e étape  | 17 mai | Stockton – Elk Grove               | étape de plaine             | 176           | Fernando Gaviria   | Tejay van Garderen           |
| 6e étape  | 18 mai | Folsom – South Lake Tahoe          | étape de montagne           | 196,5         | Egan Bernal        | Egan Bernal                  |
| 7e étape  | 19 mai | Sacramento – Sacramento            | étape de plaine             | 146           | Fernando Gaviria   | Egan Bernal                  |

## Déroulement de la course

### 1reétape
| \| Classement de l'étape \| Classement de l'étape \| Classement de l'étape \| Classement de l'étape \| Classement de l'étape \| \| Coureur \| Coureur \| Pays \| Équipe \| Temps \| \| --------------------- \| --------------------- \| --------------------- \| --------------------- \| --------------------- \| \| 1er \| Fernando Gaviria \| Colombie \| Quick-Step Floors \| 3 h 02 min 23 s \| \| 2e \| Caleb Ewan \| Australie \| Mitchelton-Scott \| + 0 s \| \| 3e \| Peter Sagan \| Slovaquie \| Bora-Hansgrohe \| + 0 s \| \| 4e \| Marcel Kittel \| Allemagne \| Katusha-Alpecin \| + 0 s \| \| 5e \| Alexander Kristoff \| Norvège \| UAE Team Emirates \| + 0 s \| \| 6e \| Jasper Philipsen \| Belgique \| Hagens Berman Axeon \| + 0 s \| \| 7e \| Kiel Reijnen \| États-Unis \| Trek-Segafredo \| + 0 s \| \| 8e \| Max Walscheid \| Allemagne \| Team Sunweb \| + 0 s \| \| 9e \| Tyler Magner \| États-Unis \| Rally Cycling \| + 0 s \| \| 10e \| Mark Cavendish \| Royaume-Uni \| Dimension Data \| + 0 s \| |                    |             |                     |                 |
| |                    |             |                     |                 |
| Source : ProCyclingStats |                    |             |                     |                 |
| Classement de l'étape |                    |             |                     |                 |
| Coureur | Coureur            | Pays        | Équipe              | Temps           |
| 1er | Fernando Gaviria   | Colombie    | Quick-Step Floors   | 3 h 02 min 23 s |
| 2e | Caleb Ewan         | Australie   | Mitchelton-Scott    | + 0 s           |
| 3e | Peter Sagan        | Slovaquie   | Bora-Hansgrohe      | + 0 s           |
| 4e | Marcel Kittel      | Allemagne   | Katusha-Alpecin     | + 0 s           |
| 5e | Alexander Kristoff | Norvège     | UAE Team Emirates   | + 0 s           |
| 6e | Jasper Philipsen   | Belgique    | Hagens Berman Axeon | + 0 s           |
| 7e | Kiel Reijnen       | États-Unis  | Trek-Segafredo      | + 0 s           |
| 8e | Max Walscheid      | Allemagne   | Team Sunweb         | + 0 s           |
| 9e | Tyler Magner       | États-Unis  | Rally Cycling       | + 0 s           |
| 10e | Mark Cavendish     | Royaume-Uni | Dimension Data      | + 0 s           |

| \| Classement général \| Classement général \| Classement général \| Classement général \| Classement général \| \| Coureur \| Coureur \| Pays \| Équipe \| Temps \| \| ------------------ \| ------------------ \| ------------------ \| ------------------- \| ------------------ \| \| 1er \| Fernando Gaviria \| Colombie \| Quick-Step Floors \| 3 h 02 min 13 s \| \| 2e \| Caleb Ewan \| Australie \| Mitchelton-Scott \| + 4 s \| \| 3e \| Tanner Putt \| États-Unis \| UnitedHealthcare \| + 4 s \| \| 4e \| Peter Sagan \| Slovaquie \| Bora-Hansgrohe \| + 6 s \| \| 5e \| Andrei Krasilnikau \| Biélorussie \| Holowesko Citadel \| + 6 s \| \| 6e \| Mark Cavendish \| Royaume-Uni \| Dimension Data \| + 9 s \| \| 7e \| Álvaro Hodeg \| Colombie \| Quick-Step Floors \| + 9 s \| \| 8e \| Marcel Kittel \| Allemagne \| Katusha-Alpecin \| + 10 s \| \| 9e \| Alexander Kristoff \| Norvège \| UAE Team Emirates \| + 10 s \| \| 10e \| Jasper Philipsen \| Belgique \| Hagens Berman Axeon \| + 10 s \| |                    |             |                     |                 |
| |                    |             |                     |                 |
| Source : ProCyclingStats |                    |             |                     |                 |
| Classement général |                    |             |                     |                 |
| Coureur | Coureur            | Pays        | Équipe              | Temps           |
| 1er | Fernando Gaviria   | Colombie    | Quick-Step Floors   | 3 h 02 min 13 s |
| 2e | Caleb Ewan         | Australie   | Mitchelton-Scott    | + 4 s           |
| 3e | Tanner Putt        | États-Unis  | UnitedHealthcare    | + 4 s           |
| 4e | Peter Sagan        | Slovaquie   | Bora-Hansgrohe      | + 6 s           |
| 5e | Andrei Krasilnikau | Biélorussie | Holowesko Citadel   | + 6 s           |
| 6e | Mark Cavendish     | Royaume-Uni | Dimension Data      | + 9 s           |
| 7e | Álvaro Hodeg       | Colombie    | Quick-Step Floors   | + 9 s           |
| 8e | Marcel Kittel      | Allemagne   | Katusha-Alpecin     | + 10 s          |
| 9e | Alexander Kristoff | Norvège     | UAE Team Emirates   | + 10 s          |
| 10e | Jasper Philipsen   | Belgique    | Hagens Berman Axeon | + 10 s          |

### 2eétape
| \| Classement de l'étape \| Classement de l'étape \| Classement de l'étape \| Classement de l'étape \| Classement de l'étape \| \| Coureur \| Coureur \| Pays \| Équipe \| Temps \| \| --------------------- \| --------------------- \| --------------------- \| ------------------------- \| --------------------- \| \| 1er \| Egan Bernal \| Colombie \| Team Sky \| 4 h 14 min 00 s \| \| 2e \| Rafał Majka \| Pologne \| Bora-Hansgrohe \| + 21 s \| \| 3e \| Adam Yates \| Royaume-Uni \| Mitchelton-Scott \| + 25 s \| \| 4e \| Antwan Tolhoek \| Pays-Bas \| LottoNL-Jumbo \| + 30 s \| \| 5e \| Daniel Martínez \| Colombie \| EF Education First-Drapac \| + 30 s \| \| 6e \| Kristijan Đurasek \| Croatie \| UAE Team Emirates \| + 30 s \| \| 7e \| Mathias Frank \| Suisse \| AG2R La Mondiale \| + 40 s \| \| 8e \| Tejay van Garderen \| États-Unis \| BMC Racing Team \| + 50 s \| \| 9e \| Edward Ravasi \| Italie \| UAE Team Emirates \| + 59 s \| \| 10e \| Ruben Guerreiro \| Portugal \| Trek-Segafredo \| + 1 min 01 s \| |                    |             |                           |                 |
| |                    |             |                           |                 |
| Source : ProCyclingStats |                    |             |                           |                 |
| Classement de l'étape |                    |             |                           |                 |
| Coureur | Coureur            | Pays        | Équipe                    | Temps           |
| 1er | Egan Bernal        | Colombie    | Team Sky                  | 4 h 14 min 00 s |
| 2e | Rafał Majka        | Pologne     | Bora-Hansgrohe            | + 21 s          |
| 3e | Adam Yates         | Royaume-Uni | Mitchelton-Scott          | + 25 s          |
| 4e | Antwan Tolhoek     | Pays-Bas    | LottoNL-Jumbo             | + 30 s          |
| 5e | Daniel Martínez    | Colombie    | EF Education First-Drapac | + 30 s          |
| 6e | Kristijan Đurasek  | Croatie     | UAE Team Emirates         | + 30 s          |
| 7e | Mathias Frank      | Suisse      | AG2R La Mondiale          | + 40 s          |
| 8e | Tejay van Garderen | États-Unis  | BMC Racing Team           | + 50 s          |
| 9e | Edward Ravasi      | Italie      | UAE Team Emirates         | + 59 s          |
| 10e | Ruben Guerreiro    | Portugal    | Trek-Segafredo            | + 1 min 01 s    |

| \| Classement général \| Classement général \| Classement général \| Classement général \| Classement général \| \| Coureur \| Coureur \| Pays \| Équipe \| Temps \| \| ------------------ \| ------------------ \| ------------------ \| ------------------------- \| ------------------ \| \| 1er \| Egan Bernal \| Colombie \| Team Sky \| 7 h 16 min 13 s \| \| 2e \| Rafał Majka \| Pologne \| Bora-Hansgrohe \| + 25 s \| \| 3e \| Adam Yates \| Royaume-Uni \| Mitchelton-Scott \| + 31 s \| \| 4e \| Antwan Tolhoek \| Pays-Bas \| LottoNL-Jumbo \| + 40 s \| \| 5e \| Kristijan Đurasek \| Croatie \| UAE Team Emirates \| + 40 s \| \| 6e \| Daniel Martínez \| Colombie \| EF Education First-Drapac \| + 40 s \| \| 7e \| Mathias Frank \| Suisse \| AG2R La Mondiale \| + 50 s \| \| 8e \| Tejay van Garderen \| États-Unis \| BMC Racing Team \| + 1 min 00 s \| \| 9e \| Edward Ravasi \| Italie \| UAE Team Emirates \| + 1 min 09 s \| \| 10e \| Ruben Guerreiro \| Portugal \| Trek-Segafredo \| + 1 min 11 s \| |                    |             |                           |                 |
| |                    |             |                           |                 |
| Source : ProCyclingStats |                    |             |                           |                 |
| Classement général |                    |             |                           |                 |
| Coureur | Coureur            | Pays        | Équipe                    | Temps           |
| 1er | Egan Bernal        | Colombie    | Team Sky                  | 7 h 16 min 13 s |
| 2e | Rafał Majka        | Pologne     | Bora-Hansgrohe            | + 25 s          |
| 3e | Adam Yates         | Royaume-Uni | Mitchelton-Scott          | + 31 s          |
| 4e | Antwan Tolhoek     | Pays-Bas    | LottoNL-Jumbo             | + 40 s          |
| 5e | Kristijan Đurasek  | Croatie     | UAE Team Emirates         | + 40 s          |
| 6e | Daniel Martínez    | Colombie    | EF Education First-Drapac | + 40 s          |
| 7e | Mathias Frank      | Suisse      | AG2R La Mondiale          | + 50 s          |
| 8e | Tejay van Garderen | États-Unis  | BMC Racing Team           | + 1 min 00 s    |
| 9e | Edward Ravasi      | Italie      | UAE Team Emirates         | + 1 min 09 s    |
| 10e | Ruben Guerreiro    | Portugal    | Trek-Segafredo            | + 1 min 11 s    |

### 3eétape
| \| Classement de l'étape \| Classement de l'étape \| Classement de l'étape \| Classement de l'étape \| Classement de l'étape \| \| Coureur \| Coureur \| Pays \| Équipe \| Temps \| \| --------------------- \| --------------------- \| --------------------- \| ------------------------- \| --------------------- \| \| 1er \| Toms Skujiņš \| Lettonie \| Trek-Segafredo \| 4 h 52 min 47 s \| \| 2e \| Sean Bennett \| États-Unis \| Hagens Berman Axeon \| + 3 s \| \| 3e \| Caleb Ewan \| Australie \| Mitchelton-Scott \| + 8 s \| \| 4e \| Peter Sagan \| Slovaquie \| Bora-Hansgrohe \| + 8 s \| \| 5e \| Egan Bernal \| Colombie \| Team Sky \| + 8 s \| \| 6e \| Adam Yates \| Royaume-Uni \| Mitchelton-Scott \| + 8 s \| \| 7e \| Alex Howes \| États-Unis \| EF Education First-Drapac \| + 8 s \| \| 8e \| Tom-Jelte Slagter \| Pays-Bas \| Dimension Data \| + 8 s \| \| 9e \| Brent Bookwalter \| États-Unis \| BMC Racing Team \| + 8 s \| \| 10e \| William Barta \| États-Unis \| Hagens Berman Axeon \| + 8 s \| |                   |             |                           |                 |
| |                   |             |                           |                 |
| Source : ProCyclingStats |                   |             |                           |                 |
| Classement de l'étape |                   |             |                           |                 |
| Coureur | Coureur           | Pays        | Équipe                    | Temps           |
| 1er | Toms Skujiņš      | Lettonie    | Trek-Segafredo            | 4 h 52 min 47 s |
| 2e | Sean Bennett      | États-Unis  | Hagens Berman Axeon       | + 3 s           |
| 3e | Caleb Ewan        | Australie   | Mitchelton-Scott          | + 8 s           |
| 4e | Peter Sagan       | Slovaquie   | Bora-Hansgrohe            | + 8 s           |
| 5e | Egan Bernal       | Colombie    | Team Sky                  | + 8 s           |
| 6e | Adam Yates        | Royaume-Uni | Mitchelton-Scott          | + 8 s           |
| 7e | Alex Howes        | États-Unis  | EF Education First-Drapac | + 8 s           |
| 8e | Tom-Jelte Slagter | Pays-Bas    | Dimension Data            | + 8 s           |
| 9e | Brent Bookwalter  | États-Unis  | BMC Racing Team           | + 8 s           |
| 10e | William Barta     | États-Unis  | Hagens Berman Axeon       | + 8 s           |

| \| Classement général \| Classement général \| Classement général \| Classement général \| Classement général \| \| Coureur \| Coureur \| Pays \| Équipe \| Temps \| \| ------------------ \| ------------------ \| ------------------ \| ------------------------- \| ------------------ \| \| 1er \| Egan Bernal \| Colombie \| Team Sky \| 12 h 09 min 08 s \| \| 2e \| Rafał Majka \| Pologne \| Bora-Hansgrohe \| + 25 s \| \| 3e \| Adam Yates \| Royaume-Uni \| Mitchelton-Scott \| + 31 s \| \| 4e \| Antwan Tolhoek \| Pays-Bas \| LottoNL-Jumbo \| + 40 s \| \| 5e \| Kristijan Đurasek \| Croatie \| UAE Team Emirates \| + 40 s \| \| 6e \| Daniel Martínez \| Colombie \| EF Education First-Drapac \| + 40 s \| \| 7e \| Mathias Frank \| Suisse \| AG2R La Mondiale \| + 50 s \| \| 8e \| Tejay van Garderen \| États-Unis \| BMC Racing Team \| + 1 min 00 s \| \| 9e \| Ruben Guerreiro \| Portugal \| Trek-Segafredo \| + 1 min 11 s \| \| 10e \| Laurens De Plus \| Belgique \| Quick-Step Floors \| + 1 min 14 s \| |                    |             |                           |                  |
| |                    |             |                           |                  |
| Source : ProCyclingStats |                    |             |                           |                  |
| Classement général |                    |             |                           |                  |
| Coureur | Coureur            | Pays        | Équipe                    | Temps            |
| 1er | Egan Bernal        | Colombie    | Team Sky                  | 12 h 09 min 08 s |
| 2e | Rafał Majka        | Pologne     | Bora-Hansgrohe            | + 25 s           |
| 3e | Adam Yates         | Royaume-Uni | Mitchelton-Scott          | + 31 s           |
| 4e | Antwan Tolhoek     | Pays-Bas    | LottoNL-Jumbo             | + 40 s           |
| 5e | Kristijan Đurasek  | Croatie     | UAE Team Emirates         | + 40 s           |
| 6e | Daniel Martínez    | Colombie    | EF Education First-Drapac | + 40 s           |
| 7e | Mathias Frank      | Suisse      | AG2R La Mondiale          | + 50 s           |
| 8e | Tejay van Garderen | États-Unis  | BMC Racing Team           | + 1 min 00 s     |
| 9e | Ruben Guerreiro    | Portugal    | Trek-Segafredo            | + 1 min 11 s     |
| 10e | Laurens De Plus    | Belgique    | Quick-Step Floors         | + 1 min 14 s     |

### 4eétape
| \| Classement de l'étape \| Classement de l'étape \| Classement de l'étape \| Classement de l'étape \| Classement de l'étape \| \| Coureur \| Coureur \| Pays \| Équipe \| Temps \| \| --------------------- \| --------------------- \| --------------------- \| ------------------------- \| --------------------- \| \| 1er \| Tejay van Garderen \| États-Unis \| BMC Racing Team \| 40 min 47 s \| \| 2e \| Patrick Bevin \| Nouvelle-Zélande \| BMC Racing Team \| + 7 s \| \| 3e \| Tao Geoghegan Hart \| Royaume-Uni \| Team Sky \| + 32 s \| \| 4e \| Lawson Craddock \| États-Unis \| EF Education First-Drapac \| + 46 s \| \| 5e \| Filippo Ganna \| Italie \| UAE Team Emirates \| + 49 s \| \| 6e \| Mikkel Bjerg \| Danemark \| Hagens Berman Axeon \| + 53 s \| \| 7e \| Jack Bauer \| Nouvelle-Zélande \| Mitchelton-Scott \| + 55 s \| \| 8e \| Neilson Powless \| États-Unis \| LottoNL-Jumbo \| + 56 s \| \| 9e \| Maciej Bodnar \| Pologne \| Bora-Hansgrohe \| + 57 s \| \| 10e \| Daniel Martínez \| Colombie \| EF Education First-Drapac \| + 57 s \| |                    |                  |                           |             |
| |                    |                  |                           |             |
| Source : ProCyclingStats |                    |                  |                           |             |
| Classement de l'étape |                    |                  |                           |             |
| Coureur | Coureur            | Pays             | Équipe                    | Temps       |
| 1er | Tejay van Garderen | États-Unis       | BMC Racing Team           | 40 min 47 s |
| 2e | Patrick Bevin      | Nouvelle-Zélande | BMC Racing Team           | + 7 s       |
| 3e | Tao Geoghegan Hart | Royaume-Uni      | Team Sky                  | + 32 s      |
| 4e | Lawson Craddock    | États-Unis       | EF Education First-Drapac | + 46 s      |
| 5e | Filippo Ganna      | Italie           | UAE Team Emirates         | + 49 s      |
| 6e | Mikkel Bjerg       | Danemark         | Hagens Berman Axeon       | + 53 s      |
| 7e | Jack Bauer         | Nouvelle-Zélande | Mitchelton-Scott          | + 55 s      |
| 8e | Neilson Powless    | États-Unis       | LottoNL-Jumbo             | + 56 s      |
| 9e | Maciej Bodnar      | Pologne          | Bora-Hansgrohe            | + 57 s      |
| 10e | Daniel Martínez    | Colombie         | EF Education First-Drapac | + 57 s      |

| \| Classement général \| Classement général \| Classement général \| Classement général \| Classement général \| \| Coureur \| Coureur \| Pays \| Équipe \| Temps \| \| ------------------ \| ------------------ \| ------------------ \| ------------------------- \| ------------------ \| \| 1er \| Tejay van Garderen \| États-Unis \| BMC Racing Team \| 12 h 50 min 55 s \| \| 2e \| Egan Bernal \| Colombie \| Team Sky \| + 23 s \| \| 3e \| Daniel Martínez \| Colombie \| EF Education First-Drapac \| + 37 s \| \| 4e \| Tao Geoghegan Hart \| Royaume-Uni \| Team Sky \| + 52 s \| \| 5e \| Adam Yates \| Royaume-Uni \| Mitchelton-Scott \| + 1 min 07 s \| \| 6e \| Rafał Majka \| Pologne \| Bora-Hansgrohe \| + 1 min 29 s \| \| 7e \| Brandon McNulty \| États-Unis \| Rally Cycling \| + 2 min 08 s \| \| 8e \| Laurens De Plus \| Belgique \| Quick-Step Floors \| + 2 min 13 s \| \| 9e \| Kristijan Đurasek \| Croatie \| UAE Team Emirates \| + 2 min 15 s \| \| 10e \| Brent Bookwalter \| États-Unis \| BMC Racing Team \| + 2 min 34 s \| |                    |             |                           |                  |
| |                    |             |                           |                  |
| Source : ProCyclingStats |                    |             |                           |                  |
| Classement général |                    |             |                           |                  |
| Coureur | Coureur            | Pays        | Équipe                    | Temps            |
| 1er | Tejay van Garderen | États-Unis  | BMC Racing Team           | 12 h 50 min 55 s |
| 2e | Egan Bernal        | Colombie    | Team Sky                  | + 23 s           |
| 3e | Daniel Martínez    | Colombie    | EF Education First-Drapac | + 37 s           |
| 4e | Tao Geoghegan Hart | Royaume-Uni | Team Sky                  | + 52 s           |
| 5e | Adam Yates         | Royaume-Uni | Mitchelton-Scott          | + 1 min 07 s     |
| 6e | Rafał Majka        | Pologne     | Bora-Hansgrohe            | + 1 min 29 s     |
| 7e | Brandon McNulty    | États-Unis  | Rally Cycling             | + 2 min 08 s     |
| 8e | Laurens De Plus    | Belgique    | Quick-Step Floors         | + 2 min 13 s     |
| 9e | Kristijan Đurasek  | Croatie     | UAE Team Emirates         | + 2 min 15 s     |
| 10e | Brent Bookwalter   | États-Unis  | BMC Racing Team           | + 2 min 34 s     |

### 5eétape
| \| Classement de l'étape \| Classement de l'étape \| Classement de l'étape \| Classement de l'étape \| Classement de l'étape \| \| Coureur \| Coureur \| Pays \| Équipe \| Temps \| \| --------------------- \| --------------------- \| --------------------- \| --------------------- \| --------------------- \| \| 1er \| Fernando Gaviria \| Colombie \| Quick-Step Floors \| 4 min 05 s \| \| 2e \| Caleb Ewan \| Australie \| Mitchelton-Scott \| + 0 s \| \| 3e \| Peter Sagan \| Slovaquie \| Bora-Hansgrohe \| + 0 s \| \| 4e \| Rick Zabel \| Allemagne \| Katusha-Alpecin \| + 0 s \| \| 5e \| John Murphy \| États-Unis \| Holowesko Citadel \| + 0 s \| \| 6e \| Sean Bennett \| États-Unis \| Hagens Berman Axeon \| + 0 s \| \| 7e \| Lucas Sebastián Haedo \| Argentine \| UnitedHealthcare \| + 0 s \| \| 8e \| Ivo Oliveira \| Portugal \| Hagens Berman Axeon \| + 0 s \| \| 9e \| Alexander Kristoff \| Norvège \| UAE Team Emirates \| + 0 s \| \| 10e \| Travis McCabe \| États-Unis \| UnitedHealthcare \| + 0 s \| |                       |            |                     |            |
| |                       |            |                     |            |
| Source : ProCyclingStats |                       |            |                     |            |
| Classement de l'étape |                       |            |                     |            |
| Coureur | Coureur               | Pays       | Équipe              | Temps      |
| 1er | Fernando Gaviria      | Colombie   | Quick-Step Floors   | 4 min 05 s |
| 2e | Caleb Ewan            | Australie  | Mitchelton-Scott    | + 0 s      |
| 3e | Peter Sagan           | Slovaquie  | Bora-Hansgrohe      | + 0 s      |
| 4e | Rick Zabel            | Allemagne  | Katusha-Alpecin     | + 0 s      |
| 5e | John Murphy           | États-Unis | Holowesko Citadel   | + 0 s      |
| 6e | Sean Bennett          | États-Unis | Hagens Berman Axeon | + 0 s      |
| 7e | Lucas Sebastián Haedo | Argentine  | UnitedHealthcare    | + 0 s      |
| 8e | Ivo Oliveira          | Portugal   | Hagens Berman Axeon | + 0 s      |
| 9e | Alexander Kristoff    | Norvège    | UAE Team Emirates   | + 0 s      |
| 10e | Travis McCabe         | États-Unis | UnitedHealthcare    | + 0 s      |

| \| Classement général \| Classement général \| Classement général \| Classement général \| Classement général \| \| Coureur \| Coureur \| Pays \| Équipe \| Temps \| \| ------------------ \| ------------------ \| ------------------ \| ------------------------- \| ------------------ \| \| 1er \| Tejay van Garderen \| États-Unis \| BMC Racing Team \| 16 h 55 min 29 s \| \| 2e \| Egan Bernal \| Colombie \| Team Sky \| + 23 s \| \| 3e \| Daniel Martínez \| Colombie \| EF Education First-Drapac \| + 37 s \| \| 4e \| Adam Yates \| Royaume-Uni \| Mitchelton-Scott \| + 1 min 07 s \| \| 5e \| Tao Geoghegan Hart \| Royaume-Uni \| Team Sky \| + 1 min 15 s \| \| 6e \| Rafał Majka \| Pologne \| Bora-Hansgrohe \| + 1 min 29 s \| \| 7e \| Brandon McNulty \| États-Unis \| Rally Cycling \| + 2 min 08 s \| \| 8e \| Laurens De Plus \| Belgique \| Quick-Step Floors \| + 2 min 13 s \| \| 9e \| Kristijan Đurasek \| Croatie \| UAE Team Emirates \| + 2 min 15 s \| \| 10e \| Brent Bookwalter \| États-Unis \| BMC Racing Team \| + 2 min 34 s \| |                    |             |                           |                  |
| |                    |             |                           |                  |
| Source : ProCyclingStats |                    |             |                           |                  |
| Classement général |                    |             |                           |                  |
| Coureur | Coureur            | Pays        | Équipe                    | Temps            |
| 1er | Tejay van Garderen | États-Unis  | BMC Racing Team           | 16 h 55 min 29 s |
| 2e | Egan Bernal        | Colombie    | Team Sky                  | + 23 s           |
| 3e | Daniel Martínez    | Colombie    | EF Education First-Drapac | + 37 s           |
| 4e | Adam Yates         | Royaume-Uni | Mitchelton-Scott          | + 1 min 07 s     |
| 5e | Tao Geoghegan Hart | Royaume-Uni | Team Sky                  | + 1 min 15 s     |
| 6e | Rafał Majka        | Pologne     | Bora-Hansgrohe            | + 1 min 29 s     |
| 7e | Brandon McNulty    | États-Unis  | Rally Cycling             | + 2 min 08 s     |
| 8e | Laurens De Plus    | Belgique    | Quick-Step Floors         | + 2 min 13 s     |
| 9e | Kristijan Đurasek  | Croatie     | UAE Team Emirates         | + 2 min 15 s     |
| 10e | Brent Bookwalter   | États-Unis  | BMC Racing Team           | + 2 min 34 s     |

### 6eétape
| \| Classement de l'étape \| Classement de l'étape \| Classement de l'étape \| Classement de l'étape \| Classement de l'étape \| \| Coureur \| Coureur \| Pays \| Équipe \| Temps \| \| --------------------- \| --------------------- \| --------------------- \| ------------------------- \| --------------------- \| \| 1er \| Egan Bernal \| Colombie \| Team Sky \| 5 h 30 min 58 s \| \| 2e \| Adam Yates \| Royaume-Uni \| Mitchelton-Scott \| + 1 min 28 s \| \| 3e \| Tao Geoghegan Hart \| Royaume-Uni \| Team Sky \| + 1 min 30 s \| \| 4e \| Brandon McNulty \| États-Unis \| Rally Cycling \| + 1 min 33 s \| \| 5e \| Jai Hindley \| Australie \| Team Sunweb \| + 1 min 38 s \| \| 6e \| Mathias Frank \| Suisse \| AG2R La Mondiale \| + 1 min 38 s \| \| 7e \| Tejay van Garderen \| États-Unis \| BMC Racing Team \| + 1 min 38 s \| \| 8e \| Rafał Majka \| Pologne \| Bora-Hansgrohe \| + 1 min 45 s \| \| 9e \| Edward Ravasi \| Italie \| UAE Team Emirates \| + 1 min 46 s \| \| 10e \| Daniel Martínez \| Colombie \| EF Education First-Drapac \| + 1 min 50 s \| |                    |             |                           |                 |
| |                    |             |                           |                 |
| Source : ProCyclingStats |                    |             |                           |                 |
| Classement de l'étape |                    |             |                           |                 |
| Coureur | Coureur            | Pays        | Équipe                    | Temps           |
| 1er | Egan Bernal        | Colombie    | Team Sky                  | 5 h 30 min 58 s |
| 2e | Adam Yates         | Royaume-Uni | Mitchelton-Scott          | + 1 min 28 s    |
| 3e | Tao Geoghegan Hart | Royaume-Uni | Team Sky                  | + 1 min 30 s    |
| 4e | Brandon McNulty    | États-Unis  | Rally Cycling             | + 1 min 33 s    |
| 5e | Jai Hindley        | Australie   | Team Sunweb               | + 1 min 38 s    |
| 6e | Mathias Frank      | Suisse      | AG2R La Mondiale          | + 1 min 38 s    |
| 7e | Tejay van Garderen | États-Unis  | BMC Racing Team           | + 1 min 38 s    |
| 8e | Rafał Majka        | Pologne     | Bora-Hansgrohe            | + 1 min 45 s    |
| 9e | Edward Ravasi      | Italie      | UAE Team Emirates         | + 1 min 46 s    |
| 10e | Daniel Martínez    | Colombie    | EF Education First-Drapac | + 1 min 50 s    |

| \| Classement général \| Classement général \| Classement général \| Classement général \| Classement général \| \| Coureur \| Coureur \| Pays \| Équipe \| Temps \| \| ------------------ \| ------------------ \| ------------------ \| ------------------------- \| ------------------ \| \| 1er \| Egan Bernal \| Colombie \| Team Sky \| 22 h 26 min 40 s \| \| 2e \| Tejay van Garderen \| États-Unis \| BMC Racing Team \| + 1 min 25 s \| \| 3e \| Daniel Martínez \| Colombie \| EF Education First-Drapac \| + 2 min 14 s \| \| 4e \| Adam Yates \| Royaume-Uni \| Mitchelton-Scott \| + 2 min 16 s \| \| 5e \| Tao Geoghegan Hart \| Royaume-Uni \| Team Sky \| + 2 min 28 s \| \| 6e \| Rafał Majka \| Pologne \| Bora-Hansgrohe \| + 3 min 01 s \| \| 7e \| Brandon McNulty \| États-Unis \| Rally Cycling \| + 3 min 28 s \| \| 8e \| Laurens De Plus \| Belgique \| Quick-Step Floors \| + 3 min 50 s \| \| 9e \| Kristijan Đurasek \| Croatie \| UAE Team Emirates \| + 3 min 59 s \| \| 10e \| Mathias Frank \| Suisse \| AG2R La Mondiale \| + 4 min 01 s \| |                    |             |                           |                  |
| |                    |             |                           |                  |
| Source : ProCyclingStats |                    |             |                           |                  |
| Classement général |                    |             |                           |                  |
| Coureur | Coureur            | Pays        | Équipe                    | Temps            |
| 1er | Egan Bernal        | Colombie    | Team Sky                  | 22 h 26 min 40 s |
| 2e | Tejay van Garderen | États-Unis  | BMC Racing Team           | + 1 min 25 s     |
| 3e | Daniel Martínez    | Colombie    | EF Education First-Drapac | + 2 min 14 s     |
| 4e | Adam Yates         | Royaume-Uni | Mitchelton-Scott          | + 2 min 16 s     |
| 5e | Tao Geoghegan Hart | Royaume-Uni | Team Sky                  | + 2 min 28 s     |
| 6e | Rafał Majka        | Pologne     | Bora-Hansgrohe            | + 3 min 01 s     |
| 7e | Brandon McNulty    | États-Unis  | Rally Cycling             | + 3 min 28 s     |
| 8e | Laurens De Plus    | Belgique    | Quick-Step Floors         | + 3 min 50 s     |
| 9e | Kristijan Đurasek  | Croatie     | UAE Team Emirates         | + 3 min 59 s     |
| 10e | Mathias Frank      | Suisse      | AG2R La Mondiale          | + 4 min 01 s     |

### 7eétape
| \| Classement de l'étape \| Classement de l'étape \| Classement de l'étape \| Classement de l'étape \| Classement de l'étape \| \| Coureur \| Coureur \| Pays \| Équipe \| Temps \| \| --------------------- \| --------------------- \| --------------------- \| ------------------------- \| --------------------- \| \| 1er \| Fernando Gaviria \| Colombie \| Quick-Step Floors \| 3 h 07 min 39 s \| \| 2e \| Max Walscheid \| Allemagne \| Team Sunweb \| + 0 s \| \| 3e \| Caleb Ewan \| Australie \| Mitchelton-Scott \| + 0 s \| \| 4e \| Peter Sagan \| Slovaquie \| Bora-Hansgrohe \| + 0 s \| \| 5e \| Miguel Bryon \| États-Unis \| Holowesko Citadel \| + 0 s \| \| 6e \| Alexander Kristoff \| Norvège \| UAE Team Emirates \| + 0 s \| \| 7e \| Michael Rice \| Australie \| Hagens Berman Axeon \| + 0 s \| \| 8e \| Tyler Magner \| États-Unis \| Rally Cycling \| + 0 s \| \| 9e \| Daniel McLay \| Royaume-Uni \| EF Education First-Drapac \| + 0 s \| \| 10e \| Kiel Reijnen \| États-Unis \| Trek-Segafredo \| + 0 s \| |                    |             |                           |                 |
| |                    |             |                           |                 |
| Source : ProCyclingStats |                    |             |                           |                 |
| Classement de l'étape |                    |             |                           |                 |
| Coureur | Coureur            | Pays        | Équipe                    | Temps           |
| 1er | Fernando Gaviria   | Colombie    | Quick-Step Floors         | 3 h 07 min 39 s |
| 2e | Max Walscheid      | Allemagne   | Team Sunweb               | + 0 s           |
| 3e | Caleb Ewan         | Australie   | Mitchelton-Scott          | + 0 s           |
| 4e | Peter Sagan        | Slovaquie   | Bora-Hansgrohe            | + 0 s           |
| 5e | Miguel Bryon       | États-Unis  | Holowesko Citadel         | + 0 s           |
| 6e | Alexander Kristoff | Norvège     | UAE Team Emirates         | + 0 s           |
| 7e | Michael Rice       | Australie   | Hagens Berman Axeon       | + 0 s           |
| 8e | Tyler Magner       | États-Unis  | Rally Cycling             | + 0 s           |
| 9e | Daniel McLay       | Royaume-Uni | EF Education First-Drapac | + 0 s           |
| 10e | Kiel Reijnen       | États-Unis  | Trek-Segafredo            | + 0 s           |

## Classements finals

### Classement général final
| \| Classement général \| Classement général \| Classement général \| Classement général \| Classement général \| \| Coureur \| Coureur \| Pays \| Équipe \| Temps \| \| ------------------ \| ------------------ \| ------------------ \| ------------------------- \| ------------------ \| \| 1er \| Egan Bernal \| Colombie \| Team Sky \| 25 h 34 min 19 s \| \| 2e \| Tejay van Garderen \| États-Unis \| BMC Racing Team \| + 1 min 25 s \| \| 3e \| Daniel Martínez \| Colombie \| EF Education First-Drapac \| + 2 min 14 s \| \| 4e \| Adam Yates \| Royaume-Uni \| Mitchelton-Scott \| + 2 min 16 s \| \| 5e \| Tao Geoghegan Hart \| Royaume-Uni \| Team Sky \| + 2 min 28 s \| \| 6e \| Rafał Majka \| Pologne \| Bora-Hansgrohe \| + 3 min 01 s \| \| 7e \| Brandon McNulty \| États-Unis \| Rally Cycling \| + 3 min 28 s \| \| 8e \| Laurens De Plus \| Belgique \| Quick-Step Floors \| + 3 min 50 s \| \| 9e \| Kristijan Đurasek \| Croatie \| UAE Team Emirates \| + 3 min 59 s \| \| 10e \| Mathias Frank \| Suisse \| AG2R La Mondiale \| + 4 min 01 s \| |                    |             |                           |                  |
| |                    |             |                           |                  |
| Source : ProCyclingStats |                    |             |                           |                  |
| Classement général |                    |             |                           |                  |
| Coureur | Coureur            | Pays        | Équipe                    | Temps            |
| 1er | Egan Bernal        | Colombie    | Team Sky                  | 25 h 34 min 19 s |
| 2e | Tejay van Garderen | États-Unis  | BMC Racing Team           | + 1 min 25 s     |
| 3e | Daniel Martínez    | Colombie    | EF Education First-Drapac | + 2 min 14 s     |
| 4e | Adam Yates         | Royaume-Uni | Mitchelton-Scott          | + 2 min 16 s     |
| 5e | Tao Geoghegan Hart | Royaume-Uni | Team Sky                  | + 2 min 28 s     |
| 6e | Rafał Majka        | Pologne     | Bora-Hansgrohe            | + 3 min 01 s     |
| 7e | Brandon McNulty    | États-Unis  | Rally Cycling             | + 3 min 28 s     |
| 8e | Laurens De Plus    | Belgique    | Quick-Step Floors         | + 3 min 50 s     |
| 9e | Kristijan Đurasek  | Croatie     | UAE Team Emirates         | + 3 min 59 s     |
| 10e | Mathias Frank      | Suisse      | AG2R La Mondiale          | + 4 min 01 s     |

### Classements UCI
La course attribue le même nombre des points pour l'UCI World Tour 2018 (uniquement pour les coureurs membres d'équipes World Tour) et le Classement mondial UCI (pour tous les coureurs).
| Position           | 1er | 2e  | 3e  | 4e  | 5e  | 6e  | 7e | 8e | 9e | 10e | 11e | 12e | 13e | 14e | 15e à 20e | 21e à 30e | 31e à 50e | 51e à 55e | 56e à 60e |
| Classement général | 300 | 250 | 215 | 175 | 120 | 115 | 95 | 75 | 60 | 50  | 40  | 35  | 30  | 25  | 20        | 12        | 5         | 2         | 1         |
| Par étapes         | 40  | 15  | 6   |     |     |     |    |    |    |     |     |     |     |     |           |           |           |           |           |
| Leader             | 6   |     |     |     |     |     |    |    |    |     |     |     |     |     |           |           |           |           |           |

| Rang | Coureur            | Équipe                    | Général | Etape | Leader | Total |
| ---- | ------------------ | ------------------------- | ------- | ----- | ------ | ----- |
| 1er  | Egan Bernal        | Sky                       | 300     | 80    | 18     | 398   |
| 2e   | Tejay van Garderen | BMC Racing                | 250     | 40    | 12     | 302   |
| 3e   | Daniel Martínez    | EF Education First-Drapac | 215     | 0     | 0      | 215   |
| 4e   | Adam Yates         | Mitchelton-Scott          | 175     | 21    | 0      | 196   |
| 5e   | Tao Geoghegan Hart | Sky                       | 120     | 12    | 0      | 132   |
| 6e   | Rafał Majka        | Bora-Hansgrohe            | 115     | 15    | 0      | 130   |
| 7e   | Fernando Gaviria   | Quick-Step Floors         | 0       | 120   | 6      | 126   |
| 8e   | Brandon McNulty    | Rally                     | 95      | 0     | 0      | 95    |
| 9e   | Laurens De Plus    | Quick-Step Floors         | 75      | 0     | 0      | 75    |
| 10e  | Kristijan Đurasek  | UAE Emirates              | 60      | 0     | 0      | 60    |

#### Classements UCI World Tour à l'issue de la course
| Rang | Coureur            | Équipe            | Points |
| ---- | ------------------ | ----------------- | ------ |
| 1er  | Peter Sagan        | Bora-Hansgrohe    | 1914   |
| 2e   | Alejandro Valverde | Movistar          | 1682   |
| 3e   | Niki Terpstra      | Quick-Step Floors | 1297   |
| 4e   | Primož Roglič      | Lotto NL-Jumbo    | 1211   |
| 5e   | Julian Alaphilippe | Quick-Step Floors | 1198   |
| 6e   | Michael Valgren    | Astana            | 1195   |
| 7e   | Egan Bernal        | Sky               | 1063   |
| 8e   | Tiesj Benoot       | Lotto-Soudal      | 1010   |
| 9e   | Greg Van Avermaet  | BMC Racing        | 993,57 |
| 10e  | Daryl Impey        | Mitchelton-Scott  | 941,57 |

| Rang | Équipe            | Points  |
| ---- | ----------------- | ------- |
| 1er  | Quick-Step Floors | 7211    |
| 2e   | Bora-Hansgrohe    | 4452    |
| 3e   | Mitchelton-Scott  | 4440,99 |
| 4e   | BMC Racing        | 4178,99 |
| 5e   | Movistar          | 4002    |
| 6e   | Sky               | 3696,01 |
| 7e   | Bahrain-Merida    | 3661    |
| 8e   | Astana            | 3254    |
| 9e   | AG2R La Mondiale  | 3204    |
| 10e  | Lotto-Soudal      | 3041    |

## Évolution des classements
| Étape              | Vainqueur          | Classement général | Classement des sprints | Classement de la montagne | Classement du meilleur jeune | Classement par équipes | Coureur le plus combatif |
| ------------------ | ------------------ | ------------------ | ---------------------- | ------------------------- | ---------------------------- | ---------------------- | ------------------------ |
| 1                  | Fernando Gaviria   | Fernando Gaviria   | Fernando Gaviria       | non attribué              | Fernando Gaviria             | Mitchelton-Scott       | Tanner Putt              |
| 2                  | Egan Bernal        | Egan Bernal        | Egan Bernal            | Egan Bernal               | Egan Bernal                  | Trek-Segafredo         | Rubén Companioni         |
| 3                  | Toms Skujiņš       | Egan Bernal        | Egan Bernal            | Egan Bernal               | Egan Bernal                  | Trek-Segafredo         | Ian Garrison             |
| 4                  | Tejay van Garderen | Tejay van Garderen | Egan Bernal            | Egan Bernal               | Egan Bernal                  | BMC Racing             | Ian Garrison             |
| 5                  | Fernando Gaviria   | Tejay van Garderen | Caleb Ewan             | Egan Bernal               | Egan Bernal                  | BMC Racing             | Fabian Lienhard          |
| 6                  | Egan Bernal        | Egan Bernal        | Egan Bernal            | Toms Skujiņš              | Egan Bernal                  | Sky                    | Lawson Craddock          |
| 7                  | Fernando Gaviria   | Egan Bernal        | Fernando Gaviria       | Toms Skujiņš              | Egan Bernal                  | Sky                    | Mikkel Bjerg             |
| Classements finals | Classements finals | Egan Bernal        | Fernando Gaviria       | Toms Skujiņš              | Egan Bernal                  | Sky                    | -                        |

## Liste des participants
| Légende                             | Légende                                                                                                  | Légende                                | Légende                                                                                                  |
| ----------------------------------- | --- | -------------------------------------- | --- |
| Num                                 | Dossard de départ porté par le coureur sur ce Tour de Californie                                         | Pos                                    | Position finale au classement général                                                                    |
| Leader du classement général        | Indique le vainqueur du classement général                                                               | Leader du classement des sprints       | Indique le vainqueur du classement des sprints                                                           |
| Leader du classement de la montagne | Indique le vainqueur du classement de la montagne                                                        | Leader du classement du meilleur jeune | Indique le vainqueur du classement du meilleur jeune                                                     |
|                                     | Indique un maillot de champion national ou mondial, suivi de sa spécialité                               | #                                      | Indique la meilleure équipe                                                                              |
| NP                                  | Indique un coureur qui n'a pas pris le départ d'une étape, suivi du numéro de l'étape où il s'est retiré | AB                                     | Indique un coureur qui n'a pas terminé une étape, suivi du numéro de l'étape où il s'est retiré          |
| HD                                  | Indique un coureur qui a terminé une étape hors des délais, suivi du numéro de l'étape                   | *                                      | Indique un coureur en lice pour le classement du meilleur jeune (coureurs nés après le 1er janvier 1995) |

| Lotto NL-Jumbo TLJ                               | Lotto NL-Jumbo TLJ     | Lotto NL-Jumbo TLJ |
| ------------------------------------------------ | ---------------------- | ------------------ |
| Num                                              | Coureur                | Pos                |
| 1                                                | Neilson Powless (USA)* | 15e                |
| 2                                                | Floris De Tier (BEL)   | 41e                |
| 3                                                | Sepp Kuss (USA)        | 43e                |
| 4                                                | Tom Leezer (NED)       | 73e                |
| 5                                                | Antwan Tolhoek (NED)   | 13e                |
| 6                                                | Maarten Wynants (BEL)  | 59e                |
| 7                                                |                        |                    |
| Directeur sportif : Frans Maassen, Merijn Zeeman |                        |                    |

| Bora-Hansgrohe BOH                         | Bora-Hansgrohe BOH        | Bora-Hansgrohe BOH |
| ------------------------------------------ | ------------------------- | ------------------ |
| Num                                        | Coureur                   | Pos                |
| 11                                         | Peter Sagan (SVK) (Route) | 58e                |
| 12                                         | Maciej Bodnar (POL)       | 91e                |
| 13                                         | Michal Kolář (SVK)        | 112e               |
| 14                                         | Rafał Majka (POL)         | 6e                 |
| 15                                         | Daniel Oss (ITA)          | 78e                |
| 16                                         | Paweł Poljański (POL)     | 35e                |
| 17                                         | Juraj Sagan (SVK) (Route) | 110e               |
| Directeur sportif : Ján Valach, Patxi Vila |                           |                    |

| BMC Racing BMC                                      | BMC Racing BMC              | BMC Racing BMC |
| --------------------------------------------------- | --------------------------- | -------------- |
| Num                                                 | Coureur                     | Pos            |
| 21                                                  | Brent Bookwalter (USA)      | 21e            |
| 22                                                  | Patrick Bevin (NZL)         | 42e            |
| 23                                                  | Tejay van Garderen (USA)    | 2e             |
| 24                                                  | Joey Rosskopf (USA) (Clm)   | 29e            |
| 25                                                  | Michael Schär (SUI)         | 30e            |
| 26                                                  | Nathan Van Hooydonck (BEL)* | 106e           |
| 27                                                  | Danilo Wyss (SUI)           | 37e            |
| Directeur sportif : Klaas Lodewyck, Jackson Stewart |                             |                |

| Quick-Step Floors QST          | Quick-Step Floors QST     | Quick-Step Floors QST |
| ------------------------------ | ------------------------- | --------------------- |
| Num                            | Coureur                   | Pos                   |
| 31                             | Fernando Gaviria (COL)    | 64e                   |
| 32                             | Kasper Asgreen (DEN)*     | 33e                   |
| 33                             | Laurens De Plus (BEL)*    | 8e                    |
| 34                             | Álvaro Hodeg (COL)*       | 90e                   |
| 35                             | Iljo Keisse (BEL)         | 97e                   |
| 36                             | Jhonatan Narváez (ECU)*   | 48e                   |
| 37                             | Maximiliano Richeze (ARG) | 82e                   |
| Directeur sportif : Brian Holm |                           |                       |

| Dimension Data DDD                            | Dimension Data DDD       | Dimension Data DDD |
| --------------------------------------------- | ------------------------ | ------------------ |
| Num                                           | Coureur                  | Pos                |
| 41                                            | Mark Cavendish (GBR)     | 98e                |
| 42                                            | Scott Davies (GBR)*      | 102e               |
| 43                                            | Lachlan Morton (AUS)     | 46e                |
| 44                                            | Mark Renshaw (AUS)       | 107e               |
| 45                                            | Tom-Jelte Slagter (NED)  | 38e                |
| 46                                            | Jay Robert Thomson (RSA) | 75e                |
| 47                                            | Julien Vermote (BEL)     | 79e                |
| Directeur sportif : Rolf Aldag, Roger Hammond |                          |                    |

| Katusha-Alpecin TKA                                   | Katusha-Alpecin TKA    | Katusha-Alpecin TKA |
| ----------------------------------------------------- | ---------------------- | ------------------- |
| Num                                                   | Coureur                | Pos                 |
| 51                                                    | Marcel Kittel (GER)    | 103e                |
| 52                                                    | Ian Boswell (USA)      | 20e                 |
| 53                                                    | Matteo Fabbro (ITA)*   | 22e                 |
| 54                                                    | Nathan Haas (AUS)      | 84e                 |
| 55                                                    | Reto Hollenstein (SUI) | 74e                 |
| 56                                                    | Nils Politt (GER)      | 44e                 |
| 57                                                    | Rick Zabel (GER)       | 93e                 |
| Directeur sportif : Dimitri Konyshev, Torsten Schmidt |                        |                     |

| Rally RLY                         | Rally RLY              | Rally RLY |
| --------------------------------- | ---------------------- | --------- |
| Num                               | Coureur                | Pos       |
| 61                                | Evan Huffman (USA)     | 67e       |
| 62                                | Rob Britton (CAN)      | 16e       |
| 63                                | Robin Carpenter (USA)  | 77e       |
| 64                                | Adam de Vos (CAN)      | 108e      |
| 65                                | Tyler Magner (USA)     | 86e       |
| 66                                | Brandon McNulty (USA)* | 7e        |
| 67                                | Danny Pate (USA)       | 100e      |
| Directeur sportif : Eric Wohlberg |                        |           |

| Mitchelton-Scott MTS               | Mitchelton-Scott MTS  | Mitchelton-Scott MTS |
| ---------------------------------- | --------------------- | -------------------- |
| Num                                | Coureur               | Pos                  |
| 71                                 | Adam Yates (GBR)      | 4e                   |
| 72                                 | Jack Bauer (NZL)      | 28e                  |
| 73                                 | Caleb Ewan (AUS)      | 76e                  |
| 74                                 | Mathew Hayman (AUS)   | 71e                  |
| 75                                 | Michael Hepburn (AUS) | 92e                  |
| 76                                 | Roger Kluge (GER)     | 101e                 |
| 77                                 | Luka Mezgec (SLO)     | 61e                  |
| Directeur sportif : Matthew Wilson |                       |                      |

| Sky SKY                                           | Sky SKY                   | Sky SKY                                |
| ------------------------------------------------- | ------------------------- | -------------------------------------- |
| Num                                               | Coureur                   | Pos                                    |
| 81                                                | Egan Bernal (COL) (Clm) * | Leader du classement du meilleur jeune |
| 82                                                | Tao Geoghegan Hart (GBR)* | 5e                                     |
| 83                                                | Sebastián Henao (COL)     | 27e                                    |
| 84                                                | Luke Rowe (GBR)           | 56e                                    |
| 85                                                | Pavel Sivakov (RUS)*      | 31e                                    |
| 86                                                | Ian Stannard (GBR)        | 81e                                    |
| 87                                                | Łukasz Wiśniowski (POL)   | NP-6                                   |
| Directeur sportif : Oliver Cookson, Gabriel Rasch |                           |                                        |

| AG2R La Mondiale ALM                              | AG2R La Mondiale ALM         | AG2R La Mondiale ALM |
| ------------------------------------------------- | ---------------------------- | -------------------- |
| Num                                               | Coureur                      | Pos                  |
| 91                                                | Oliver Naesen (BEL) (Route)  | 51e                  |
| 92                                                | Benoît Cosnefroy (FRA)*      | 85e                  |
| 93                                                | Silvan Dillier (SUI) (Route) | 54e                  |
| 94                                                | Mathias Frank (SUI)          | 10e                  |
| 95                                                | Ben Gastauer (LUX)           | 39e                  |
| 96                                                | Cyril Gautier (FRA)          | 25e                  |
| 97                                                | Stijn Vandenbergh (BEL)      | 47e                  |
| Directeur sportif : Mickael Bouget, Didier Jannel |                              |                      |

| Hagens Berman-Axeon HBA                      | Hagens Berman-Axeon HBA | Hagens Berman-Axeon HBA |
| -------------------------------------------- | ----------------------- | ----------------------- |
| Num                                          | Coureur                 | Pos                     |
| 101                                          | Mikkel Bjerg (DEN)*     | 60e                     |
| 102                                          | William Barta (USA)*    | 23e                     |
| 103                                          | Sean Bennett (USA)*     | 24e                     |
| 104                                          | Ian Garrison (USA)*     | 72e                     |
| 105                                          | Ivo Oliveira (POR)*     | 34e                     |
| 106                                          | Jasper Philipsen (BEL)* | AB-5                    |
| 107                                          | Michael Rice (AUS)*     | 96e                     |
| Directeur sportif : Jeff Louder, Axel Merckx |                         |                         |

| EF Education First-Drapac EFD                   | EF Education First-Drapac EFD | EF Education First-Drapac EFD |
| ----------------------------------------------- | ----------------------------- | ----------------------------- |
| Num                                             | Coureur                       | Pos                           |
| 111                                             | Taylor Phinney (USA)          | 87e                           |
| 112                                             | Simon Clarke (AUS)            | 55e                           |
| 113                                             | Lawson Craddock (USA)         | 52e                           |
| 114                                             | Alex Howes (USA)              | 45e                           |
| 115                                             | Daniel Martínez (COL)*        | 3e                            |
| 116                                             | Daniel McLay (GBR)            | 95e                           |
| 117                                             | Logan Owen (USA)*             | 103e                          |
| Directeur sportif : Tom Southam, Ken Vanmarcke{ |                               |                               |

| Trek-Segafredo TFS                             | Trek-Segafredo TFS            | Trek-Segafredo TFS |
| ---------------------------------------------- | ----------------------------- | ------------------ |
| Num                                            | Coureur                       | Pos                |
| 121                                            | Peter Stetina (USA)           | 17e                |
| 122                                            | Nicola Conci (ITA)*           | 18e                |
| 123                                            | Ruben Guerreiro (POR) (Route) | 14e                |
| 124                                            | Grégory Rast (SUI)            | 80e                |
| 125                                            | Kiel Reijnen (USA)            | 53e                |
| 126                                            | Toms Skujiņš (LAT)            | 19e                |
| 127                                            | Jasper Stuyven (BEL)          | 50e                |
| Directeur sportif : Dirk Demol, Alain Gallopin |                               |                    |

| Sunweb SUN                       | Sunweb SUN                | Sunweb SUN |
| -------------------------------- | ------------------------- | ---------- |
| Num                              | Coureur                   | Pos        |
| 131                              | Nikias Arndt (GER)        | 57e        |
| 132                              | Johannes Fröhlinger (GER) | 94e        |
| 133                              | Jai Hindley (AUS)*        | 36e        |
| 134                              | Tom Stamsnijder (NED)     | 111e       |
| 135                              | Mike Teunissen (NED)      | 68e        |
| 136                              | Max Walscheid (GER)       | 109e       |
| 137                              |                           |            |
| Directeur sportif : Aike Visbeek |                           |            |

| UAE Emirates UAD                                         | UAE Emirates UAD                 | UAE Emirates UAD |
| -------------------------------------------------------- | -------------------------------- | ---------------- |
| Num                                                      | Coureur                          | Pos              |
| 141                                                      | Alexander Kristoff (NOR) (Route) | 66e              |
| 142                                                      | Anass Aït El Abdia (MAR)         | 32e              |
| 143                                                      | Sven Erik Bystrøm (NOR)          | 62e              |
| 144                                                      | Kristijan Đurasek (CRO)          | 9e               |
| 145                                                      | Filippo Ganna (ITA)*             | 63e              |
| 146                                                      | Yousif Mirza (UAE) (Route/Clm)   | AB-6             |
| 147                                                      | Edward Ravasi (ITA)              | 12e              |
| Directeur sportif : Jose Antonio Rodriguez, Bruno Vicino |                                  |                  |

| Holowesko-Citadel HCA             | Holowesko-Citadel HCA    | Holowesko-Citadel HCA |
| --------------------------------- | ------------------------ | --------------------- |
| Num                               | Coureur                  | Pos                   |
| 151                               | John Murphy (USA)        | 88e                   |
| 152                               | Miguel Bryon (USA)*      | 99e                   |
| 153                               | Rubén Companioni (CUB)   | AB-6                  |
| 154                               | Taylor Eisenhart (USA)   | 26e                   |
| 155                               | Andrei Krasilnikau (BLR) | 49e                   |
| 156                               | Fabian Lienhard (SUI)    | 83e                   |
| 157                               | Brendan Rhim (USA)*      | NP-3                  |
| Directeur sportif : Thomas Craven |                          |                       |

| UnitedHealthcare UHC                                    | UnitedHealthcare UHC        | UnitedHealthcare UHC |
| ------------------------------------------------------- | --------------------------- | -------------------- |
| Num                                                     | Coureur                     | Pos                  |
| 161                                                     | Gavin Mannion (USA)         | 11e                  |
| 162                                                     | Jonathan Clarke (AUS)       | 104e                 |
| 163                                                     | Lucas Sebastián Haedo (ARG) | 70e                  |
| 164                                                     | Travis McCabe (USA)         | 65e                  |
| 165                                                     | Lachlan Norris (AUS)        | 69e                  |
| 166                                                     | Tanner Putt (USA)           | 89e                  |
| 167                                                     | Serghei Tvetcov (ROU)       | 40e                  |
| Directeur sportif : Sebastian Alexandre, Hendrik Redant |                             |                      |